# جان ویک
جان ویک (به انگلیسی: John Wick) یک فرنچایز چندرسانه‌ای اکشن، دلهره‌آور و نئو-نوآر آمریکایی است که توسط کارگردان چاد استاهلسکی و فیلمنامه‌نویس دریک کولستاد خلق شده است. کیانو ریوز نقش اصلی جان ویک را بازی می‌کند یک قاتل سابقه‌دار بوده و در تلاش برای انتقام است.

این مجموعه فیلم که متعلق به کمپانی لاینزگیت است، با اکران فیلم جان ویک در سال ۲۰۱۴ آغاز شد و پس از آن سه دنباله به نام‌های جان ویک: بخش ۲ در ۱۰ فوریه ۲۰۱۷، جان ویک: بخش ۳ – پارابلوم در ۱۷ مه ۲۰۱۹ و جان ویک: بخش ۴ در ۲۴ مارس ۲۰۲۳ منتشر شد. این فیلم‌ها با فروش کلی بیش از ۸۰۰ میلیون دلار در سراسر جهان، با موفقیت تجاری و هنری مواجه شدند. قسمت پنجم نیز در مراحل پیش‌تولید قرار دارد.

## خلاصه داستان
همسر جان ویک به علت بیماری فوت کرده و جان در غم درگذشت او به سر می‌برد. تنها یادگاری او از همسرش یک سگ بیگل است. چند روز بعد، ویک در یک پمپ بنزین در خارج از شهر نیویورک با گروهی از گانگسترهای روسی به رهبری ایوسف برخورد می‌کند. آنها قصد دارند تا با ترساندن ویک او را مجبور به فروش باس ۴۲۹ ماستنگ ۱۹۶۹ خود کنند. وقتی جان قبول نمی‌کند آن‌ها تصمیم می‌گیرند که آن را بدزدند. آن شب ایوسف با دوستانش به خانهٔ ویک می‌روند. آن‌ها علاوه بر دزدیدن ماشین و کتک زدن ویک، سگ او را که تنها یادگاری از همسرش بود می‌کشند. ایوسف موستانگ را به کارگاهی می‌برد که در آن اتومبیل‌های مسروقه را پیاده کرده و قطعات آن را می‌فروشند. در آنجا از صاحب کارگاه، اورلیو، می‌خواهد که ماشین را تغییر دهد تا اثری از جان ویک روی آن نماند اما اورلیو ماشین را می‌شناسد و درخواست او را قبول نمی‌کند. ویک توسط اورلیو متوجه می‌شود که ایوزف پسر ویگو تاراسوف، رئیس مافیای روسی شهر است.
ویگو پس از فهمیدن قضیه، پسرش را کتک می‌زند و برای او از ویک می‌گوید. ویگو تعریف می‌کند که جان ویک یک قاتل زنجیره ای بود که برایش کار می‌کرد. او در دنیای جنایت با نام «بابا یاگا» شناخته می‌شد، مردی متمرکز، متعهد، با اراده‌ای راسخ. هنگامی که ویک عاشق هلن می‌شود، وظیفه‌ای به ظاهر غیرممکن به او می‌دهد تا از کارش بازنشسته شود.
ویک با ابزارهای شغل قبلی خود مسلح می‌شود. ویگو افراد زیادی را برای قتل ویک می‌فرستد اما هیچ‌کدام موفق نمی‌شوند. در نتیجه، ویگو یک جایزه ۲ میلیون دلاری برای سر ویک می‌گذارد و مربی سابقش مارکوس برای بیرون بردن او استخدام می‌شود. به خاطر جایزه افراد زیادی برای کشتن جان پیشگام می‌شوند. در پی این حملات ویک زخمی می‌شود. به هنگام استراحت زنی به نام پرکینز به او حمله می‌کند. جان با کمک مارکوس که از ساختمان مجاور با اسلحه او را زیر نظر داشت موفق به دستگیری خانم پرکینز می‌شود. جان برای تلافی کارهای ویگو وارد یکی از انبارهای باارزش او شده و پس از کشتن افراد ویگو کل انبار را به آتش می‌کشد.
هنگامی که ویگو برای ارزیابی خسارت به انبار می‌آید مورد حملهٔ غافلگیرانهٔ ویک قرار می‌گیرد که در نهایت پس از برخورد با ماشین یکی از افراد ویگو دستگیر می‌شود. ویک به ویگو می‌گوید تا زمانی که اوسف نمرده است دست از کار نمی‌کشد زیرا توله سگ به او امید و فرصتی داد تا در غم هلن تنها نباشد. مارکوس دوباره برای نجات ویک مداخله می‌کند و به او اجازه می‌دهد تا افراد ویگو را بکشد. ویک با تهدید، ویگو را مجبور کرد تا جای پسرش را افشا کند. ویک پس از آن موفق به کشتن اوسف می‌شود.
ویگو پس از آنکه متوجه شد مارکوس به ویک کمک می‌کرد، اورا شکنجه و سپس به قتل رساند. این خبر به ویک رسید و اینبار جان برای ویگو بازمی‌گردد…

## جدول اطلاعات فیلم و سریال‌ها

### فیلم
| ردیف | سال اکران | عنوان فیلم                | کارگردان      | نویسنده (فیلم‌نامه)                          | نویسنده (داستان)          | وضعیت     | توضیحات                        |
| ---- | --------- | ------------------------- | ------------- | ------------------------------------------- | ------------------------- | --------- | ------------------------------ |
| ۱    | ۲۰۱۴      | جان ویک                   | چاد استاهلسکی | دریک کولستاد                                | دریک کولستاد              | اکران شده |                                |
| ۲    | ۲۰۱۷      | جان ویک: بخش ۲            | چاد استاهلسکی | دریک کولستاد                                | دریک کولستاد              | اکران شده |                                |
| ۳    | ۲۰۱۹      | جان ویک: بخش ۳ – پارابلوم | چاد استاهلسکی | دریک کولستاد کریس کالینز شی هتن مارک آبرامز | دریک کولستاد              | اکران شده |                                |
| ۴    | ۲۰۲۳      | جان ویک: بخش ۴            | چاد استاهلسکی | شی هتن مایکل فینچ                           | شی هتن مایکل فینچ         | اکران شده |                                |
| ۵    | ۲۰۲۵      | بالرین                    | لن وایزمن     | شی هتن                                      | شی هتن                    | اکران شده | اسپین‌آف زن محور مجموعه جان ویک |
| ۶    | _         | جان ویک ۵                 | چاد استاهلسکی | _                                           | _                         | پیش تولید | قسمت ۵ سری فیلم‌های جان ویک     |
| ۷    | _         | کین                       | دانی ین       | متسون تاملین رابرت اسکینز                   | متسون تاملین رابرت اسکینز | پیش تولید | اسپین‌آف فیلم "جان ویک: بخش ۴"  |

### سریال
| سال پخش | عنوان سریال | کارگردان                    | خالق               | نویسنده                  | تهیه‌کننده                | تعداد قسمت | شبکه پخش کننده | توضیحات                        |
| ------- | ----------- | --------------------------- | ------------------ | ------------------------ | ------------------------ | ---------- | -------------- | ------------------------------ |
| ۲۰۲۳    | کنتیننتال   | آلبرت هیوز کارلوت برندستروم | گرگ کولیج کرک وارد | دریک کولستاد کریس کالینز | چاد استاهلسکی ایان اسمیت | ۳          | پیکاک          | اسپین‌آف مجموعه فیلم‌های جان ویک |

## بازخورد
فروش و عملکرد در گیشه
| فیلم                      | تاریخ انتشار  | فروش گیشه     | فروش گیشه   | فروش گیشه     | بودجه           | منبع   |
| فیلم                      | تاریخ انتشار  | آمریکای شمالی | سایر مناطق  | جهانی         | بودجه           | منبع   |
| ------------------------- | ------------- | ------------- | ----------- | ------------- | --------------- | ------ |
| جان ویک                   | ۲۴ اکتبر ۲۰۱۴ | ۴۳٬۰۳۷٬۸۳۵    | ۴۳٬۰۴۴٬۰۱۵  | ۸۶٬۰۸۱٬۸۵۰    | ۲۰ میلیون دلار  | [ ۱۰ ] |
| جان ویک: بخش ۲            | ۱۰ فوریه ۲۰۱۷ | ۹۲٬۰۲۹٬۱۸۴    | ۸۲٬۳۱۹٬۴۴۸  | ۱۷۴٬۳۴۸٬۶۳۲   | ۴۰ میلیون دلار  | [ ۱۱ ] |
| جان ویک: بخش ۳ – پارابلوم | ۱۷ می ۲۰۱۹    | ۱۷۱٬۰۱۵٬۶۸۷   | ۱۵۷٬۳۳۳٬۷۰۰ | ۳۲۸٬۳۴۹٬۳۸۷   | ۷۵ میلیون دلار  | [ ۱۲ ] |
| جان ویک: بخش ۴            | ۲۴ مارس ۲۰۲۳  | ۱۸۰٬۰۵۶٬۲۶۶   | ۲۲۶٬۰۰۰٬۰۰۰ | ۴۰۶٬۰۵۶٬۲۶۶   | ۹۰ میلیون دلار  | [ ۱۳ ] |
| بالرین                    | ۶ ژوئن ۲۰۲۵   | ۵۸٬۰۲۴٬۴۸۴    | ۷۴٬۰۳۹٬۴۷۷  | ۱۳۲٬۰۶۳٬۹۶۱   | ۹۰ میلیون دلار  | [ ۱۴ ] |
| مجموع                     | مجموع         | ۵۴۴,۱۶۳,۴۵۶   | ۵۸۲,۷۳۶,۶۴۰ | ۱,۰۷۶,۹۰۰,۰۹۶ | ۳۱۵ میلیون دلار |        |